# Birrhard
Birrhard es una comuna suiza del cantón de Argovia, situada en el distrito de Brugg. Limita al norte con la comuna de Mülligen, al este con Birmenstorf, al sur con Wohlenschwil y Mägenwil, al sureste con Brunegg, y al oeste con Birr y Lupfig.

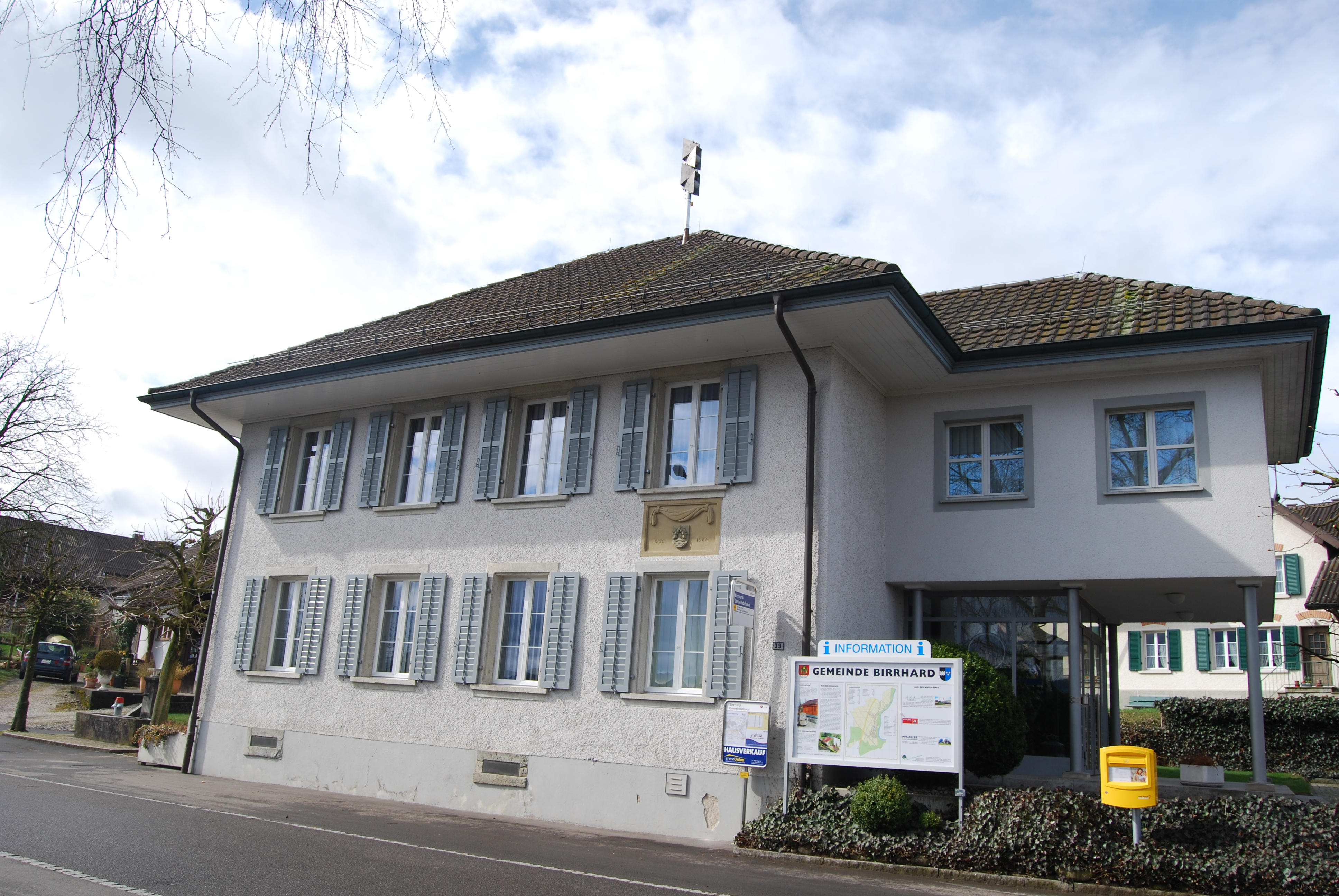
Birrhard